# Petkovský potok (přírodní památka)
Petkovský potok je potok protékající obcí Petkovce v okrese Vranov nad Topľou v Prešovském kraji, přítok řeky Topľa. Přírodní památka nad obcí Petkovce (severovýchodně od ní) byla vyhlášena či novelizována v roce 1990 na rozloze 6,7600 ha. Ochranné pásmo nebylo stanoveno.